# Catedral de Sant Cristòfor
La Catedral de Sant Cristòfor o Catedral de Barcelona és la catedral de la Diòcesi catòlica Romana de Barcelona dins Veneçuela. Està localitzada en el històric centre de la ciutat de Barcelona, la capital de Anzoátegui al nord-oest de Veneçuela.

## Història
La parròquia va ser fundada el 1748 i va ser consagrada el 10 de octubre de 1773. Sota l'altar major del temple es va enterrar un reliquiari amb un os de cada un dels set sants: San Severino, Sant Eustaqui, San Facundo, Sant Pere Alcántara, Sant Pacífic, Sant Anastasi i Sant Pasqual Bailón. El 1777, el Bisbe de Puerto Rico, Manuel Jiménez Pérez, va portar a l'església de Roma les restes de Sant Celestí. Les seves restes van ser col·locades en un reliquiari barroc i col·locat en una capella petita a l'ala esquerra de l'església.

## Descripció
En la seva façana disposa de tres portes, un frontis amb finestra i una la torre de tres nivells amb cúpula piramidal on hi ha diverses campanes colonials. Fa 47 metres de llarg per 18 metres d'ample i està dividida en 3 naus, 14 columnes i 18 arcs al sostre.